# Hemisphaerius rufus
Hemisphaerius rufus är en insektsart som beskrevs av Melichar 1914. Hemisphaerius rufus ingår i släktet Hemisphaerius och familjen sköldstritar. Inga underarter finns listade i Catalogue of Life.